# Kanał Mrzeżyno III
Kanał Mrzeżyno III – kanał na Wybrzeżu Trzebiatowskim, w woj. zachodniopomorskim, w gminie Trzebiatów; lewobrzeżny dopływ rzeki Regi, kanał odprowadzający wodę z polderu Mrzeżyno III.
Kanał jest połączony z siecią rowów na obszarze zalewowym na południowy zachód od miejscowości Mrzeżyno, po lewej stronie brzegu Regi. Ciągnie się równolegle z biegiem rzeki i uchodzi do niej ok. 2 km od ujścia. Przed ujściem do Regi na kanale znajduje się jaz ze stacją pomp Mrzeżyno III. Stacją pomp administruje Zachodniopomorski Zarząd Melioracji i Urządzeń Wodnych, oddział w Gryficach.

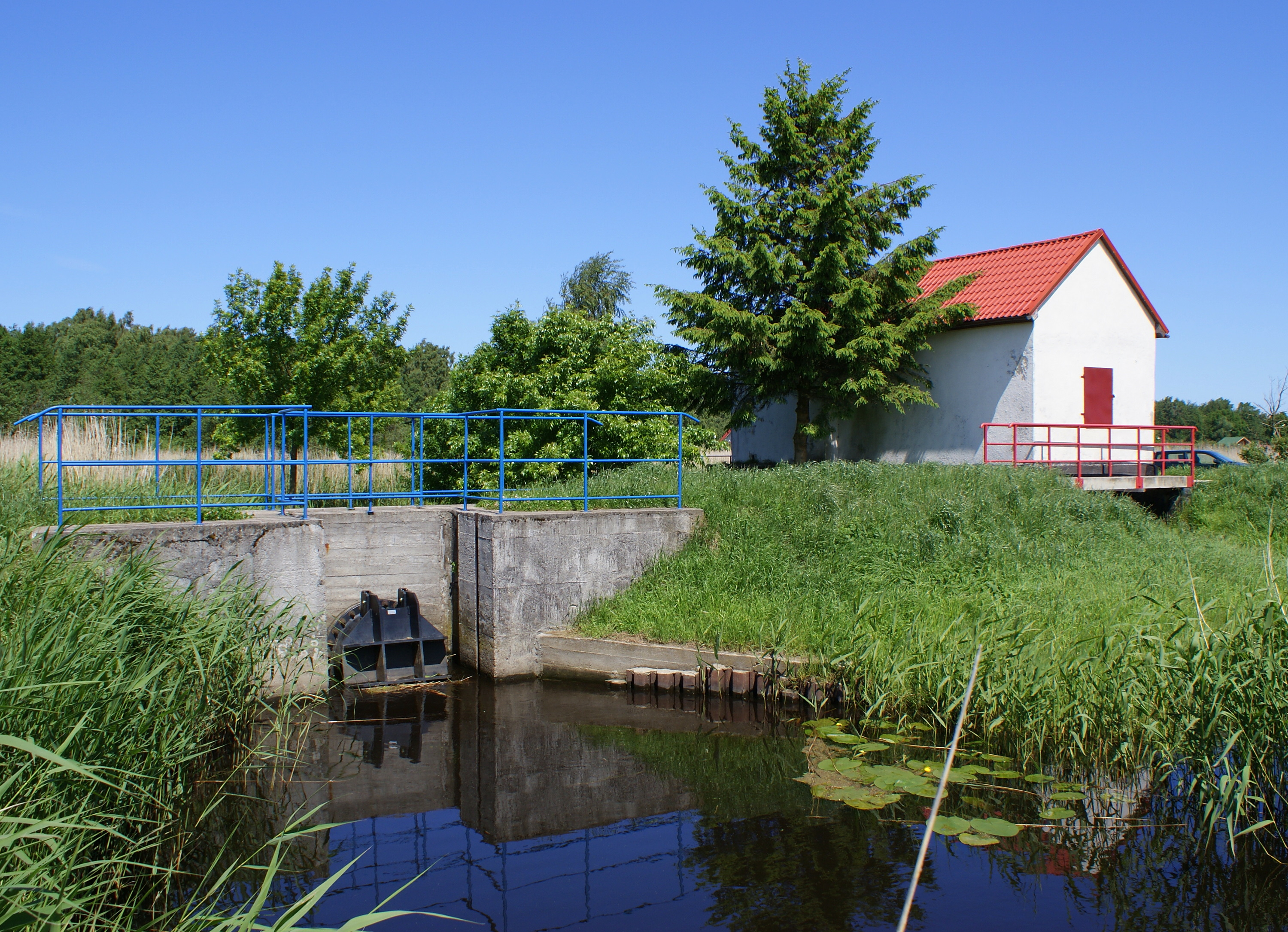
Jaz i stacja pomp Mrzeżyno III